# Гардемарин

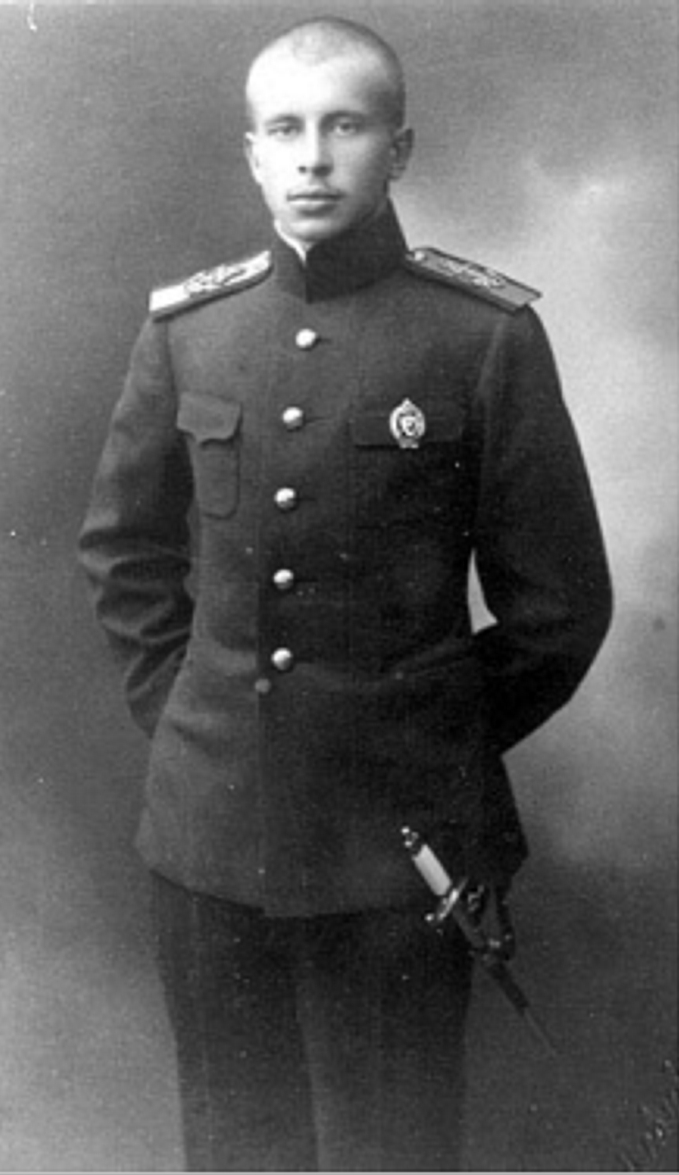
Корабельный гардемарин В. А. Колчак, 1915 год

Гардемари́н (от фр. garde-marine — «морская охрана») — военно-морское звание в ряде государств. Впервые было введено во Франции кардиналом Ришельё, его последователь Кольбер создал подразделения гардемаринов в 1670 году для подготовки кадров военно-морского флота Франции. Кроме Франции, звание гардемарина используется или использовалось в ряде других стран: Бразилии, Италии, Испании, Португалии, России, Аргентине.
Унтер-офицерские звания в Русском императорском флоте существовали с 1716 по 1917 год. В 1716—1752 и 1860—1882 годах звание гардемарина в Русском императорском флоте существовало как строевое, в остальное время гардемаринами называли воспитанников военно-морских учебных заведений.

## История
Звание было введёно Петром I в 1716 году для присвоения выпускникам Академии морской гвардии, зачисленным в гардемаринскую роту (с 1718 года). На судах гардемарины числились на положении нижних чинов, носили форму Преображенского полка и, согласно морскому уставу, были «в бою как солдаты, в ходу как матросы». После практических плаваний в званиях младшего и старшего гардемарина они производились в офицеры. Морским уставом 1720 года численность гардемаринов на корабле не регламентировалась. На время боя гардемарины расписывались по пушкам, где помогали канонирам. Остальное время они исполняли обязанности матросов, но по 4 часа каждый день в течение практического плавания они должны были осваивать обязанности других чинов: полтора часа в день с ними занимался штурман, тридцать минут — солдатский офицер (обучение обращению с мушкетом), один час — констапель или артиллерийский офицер (обучение обращению с пушками), один час — командир корабля или один из офицеров (обучение управлению кораблём) (Книга 3, глава 21, артикулы 1—3).
В 1752 году существовавшие до того учебные заведения, готовившие офицеров для флота, были упразднены, вместо них в Санкт-Петербурге открылся Морской кадетский корпус. Теперь гардемаринами стали называться его воспитанники, проводившие за учением три года. В первом гардемаринском классе изучались арифметика, геометрия, тригонометрия, иностранный язык и ряд морских наук. Второй и третий годы обучения юноши проводили за изучением специальных предметов, причём летние месяцы двух первых лет уделялись практике на кораблях.
В 1860 году звание гардемарина как воспитанника корпуса было упразднено и снова учреждено как строевое звание во флоте. По своему служебному положению гардемарины приравнивались к прапорщикам армии, носили офицерскую форму (погон с галуном посередине и золотым якорем и аксельбант) и получали определённое денежное содержание. Срок службы гардемаринов был 2-летний с условием проплавать не менее 2 кампаний, после чего они допускались к экзамену на мичмана. Этот порядок сохранился до 1882 года, было усилено практическое обучение воспитанников Морского корпуса. Вследствие этого звание гардемарина было возвращено воспитанникам старшего класса Морского корпуса.
С 1906 года юношам, окончившим Морской корпус или Морское инженерное училище и направленным на корабли для прохождения флотской практики, присваивалось звание корабельного гардемарина (коргарда). После годичной практики гардемарины сдавали практические экзамены и производились в мичманы (судостроители и механики — в подпоручики). Если корабельный гардемарин не смог сдать практические экзамены, показал низкие морские качества и неподготовленность к военно-морской службе, то его увольняли либо с присвоением чина подпоручика по адмиралтейству, либо с гражданским чином 10-го класса.

## Образ гардемаринов в современном искусстве
- Соротокина Н. М. Трое из навигацкой школы: Историко-приключенческий роман.
- Соболев Л. С. Капитальный ремонт: Роман.
- Цикл фильмов режиссёра Светланы Дружининой: «Гардемарины, вперёд!», «Виват, гардемарины!», «Гардемарины III» и др.